# リッケンバッカー・フライング・パン

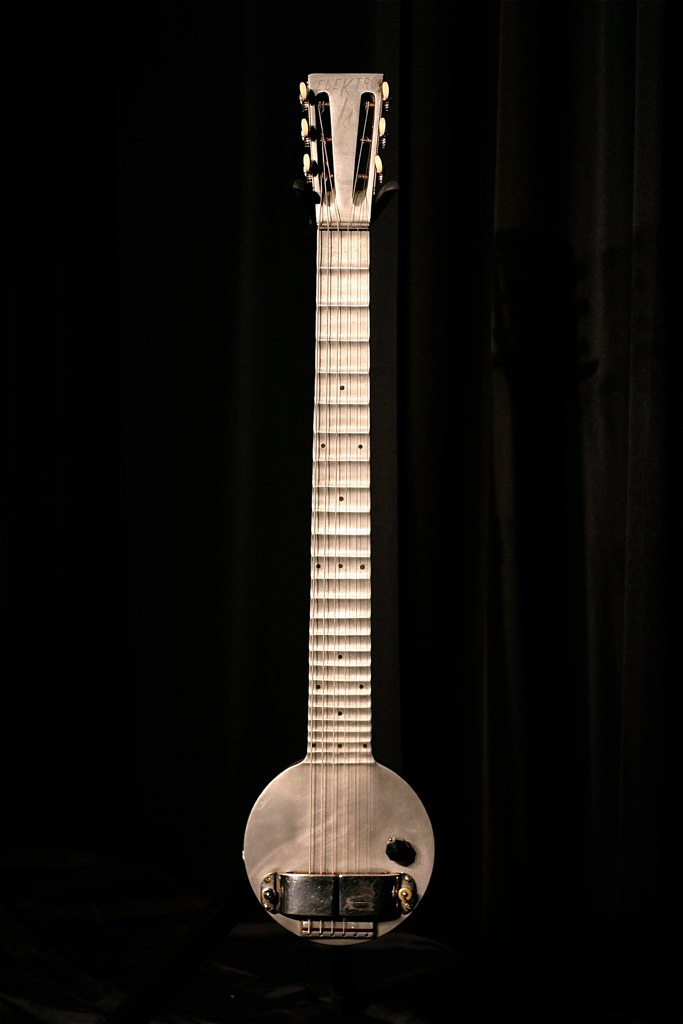
ヘッドにELEKTROと記された、ごく初期のフライング・パン、2009年撮影。

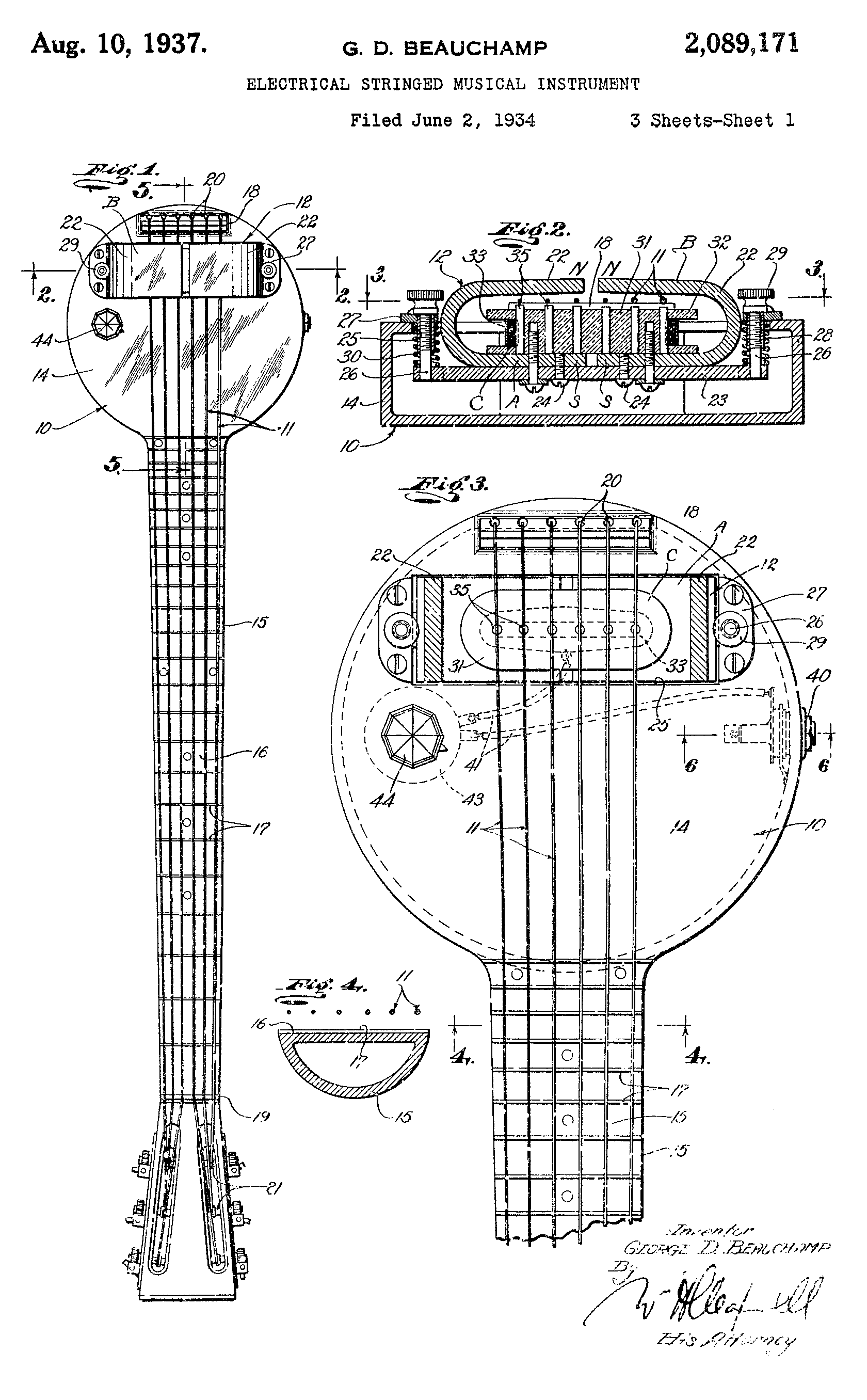
1934年の特許申請書の一部。

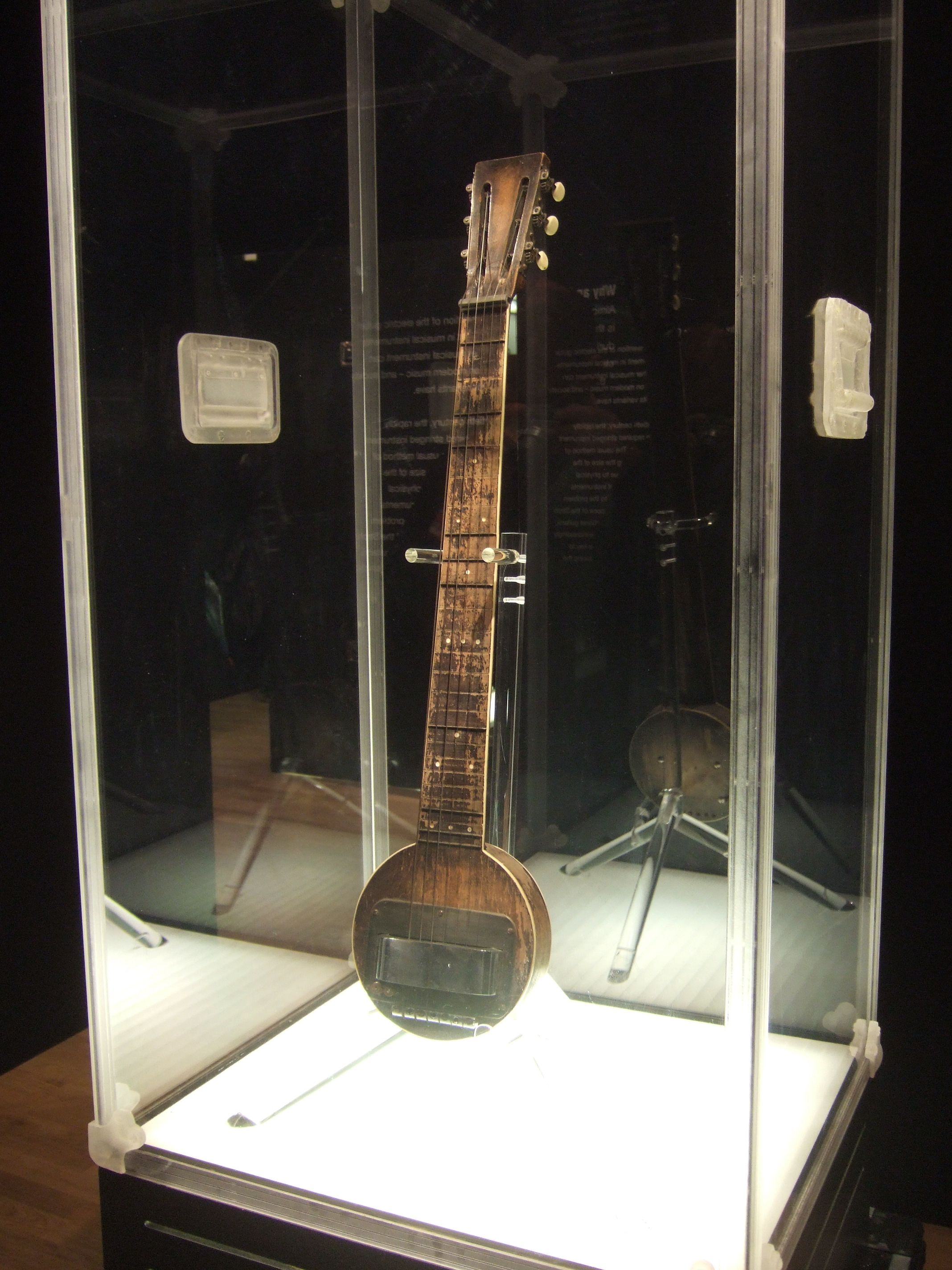
1931年にカエデ材で試作されたプロトタイプ、2007年撮影。

フライング・パン（英語: frying pan）は、アメリカ合衆国で開発された、世界最初のエレクトリック・ラップスティール・ギター。1931年にジョージ・ビーチャムが創作したこの楽器は、アドルフ・リッケンバッカーの会社によって製造された。この楽器（正式にはこの楽器のA-22型）は、 フライング・パン（「フライパン」の意）と通称されたが、これは円形のボディと長いネックの形状がフライパンに似ていたからであった。
この楽器は、1930年代におけるハワイアン音楽の流行に乗って一儲けしようという意図から設計されたものである。アルミニウムの鋳造によって製造されており、弦をまたぐようにU字磁石２つを付けたピックアップが取り付けられている。ビーチャムと、機械技術者だったリッケンバッカーは、1932年にフライング・パンを販売し始めたが、ビーチャムは1937年まで、自分の創案への特許を取得できず、その間に他のギター会社がエレクトリック・ギター製造に乗り出す機会を与えてしまった。

## 開発
1930年代、アメリカ合衆国では広くハワイアン音楽の人気が高かった。ハワイアン音楽では、主旋律を奏でる楽器としてギターを用いることがあるが、アコースティックギターの音量では、大聴衆の前で演奏することは適さなかった。ハワイアン音楽の熱心な愛好者で、演奏者でもあったビーチャムは、自分のアコースティックのスティールギターにピックアップをマウントして電気信号を作り、アンプに繋いでラウドスピーカーを鳴らし、大音量が出るようにした。この仕組みが、ギターの胴体の共鳴によって不必要なフィードバックを引き起こすことが分かると、ビーチャムは、アコースティックな機構はエレクトリック楽器にはむしろ邪魔なものだと考えるようになった。
ビーチャムは、ドブロのリゾネーター・ギターの開発を支援し、ナショナル弦楽器会社の共同創設者のひとりであった。そうした経験を通して、楽器用のアルミ製のリゾネーターや真鍮製の胴体を製造する機械工場主であったリッケンバッカーを既に知っていた。リッケンバッカーの助けを得て、固い（ソリッドな）アルミニウム製のボディとネックをもったラップ・スティール・ギターを設計したのであった。リッケンバッカーは、この楽器を1932年から1939年まで製造していた。
1932年にこの楽器の販売が始まった当時、ビーチャムとリッケンバッカーの楽器製造事業はロー・パット・イン・コーポレーション（ the Ro-Pat-In Company）という名であった。すなわち、最初期のフライング・パンは、「リッケンバッカー・フライング・パン」ではなく、「ロー・パット・イン・フライング・パン」であった。この会社は1934年に、社名をエレクトロ・ストリング・インストゥルメント・コーポレーション（the Electro String Instrument Corporation）に改めたが、この段階でもヘッドに刻まれるブランド名が本来の「ELECTRO」ではなく「ELEKTRO」とされることもあった。1939年の製造中止までに、累計およそ2,700本のフライング・パンが製造された。